# Fatos Muço
Fatos Muço (ur. 17 kwietnia 1949) – albański szachista, mistrz międzynarodowy od 1982 roku.

## Kariera szachista
Jest rekordzistą Albanii pod względem liczby zdobytych złotych medali w indywidualnych mistrzostwach kraju: pomiędzy 1974 a 1989 rokiem na najwyższym podium stawał 11 razy. Wielokrotnie reprezentował Albanię w turniejach drużynowych, m.in.: sześciokrotnie na olimpiadach szachowych (w latach 1972, 1980, 1982, 1984, 1988, 1990) oraz czterokrotnie na drużynowych mistrzostwach Bałkanów (w latach 1979, 1980, 1982, 1984). W 1989 r. zwyciężył w turnieju Acropolis-B w Atenach.
Najwyższy ranking w karierze osiągnął 1 stycznia 1991 r., z wynikiem 2460 punktów zajmował wówczas 1. miejsce wśród albańskich szachistów. Od 1996 r. nie występuje w turniejach klasyfikowanych przez Międzynarodową Federację Szachową.